# Kula Atlagić
Kula Atlagić (Atlagića-kula) je naselje u sastavu grada Benkovca.

## Zemljopis
Nalazi u srcu Ravnih kotara, 4,5 km sjeverozapadno od Benkovca.

## Stanovništvo
Danas u selu živi oko stotinjak stanovnika, većinom srpske nacionalnosti, a nešto manje hrvatske nacionalnosti.
| broj stanovnika | 330   | 411   | 466   | 422   | 470   | 562   | 579   | 668   | 972   | 1039  | 1107  | 1054  | 926   | 913   | 151   | 184   | 131   |
|                 | 1857. | 1869. | 1880. | 1890. | 1900. | 1910. | 1921. | 1931. | 1948. | 1953. | 1961. | 1971. | 1981. | 1991. | 2001. | 2011. | 2021. |

## Gospodarstvo
Pošto se selo nalazi u Ravnim kotarima poljoprivreda je glavna gospodarska djelatnost.

## Povijest
Selo Kula Atlagić se u srednjem vijeku zvala Tiklić. Današnje je ime dobila po Atlagićima, hrvatskoj begovskoj obitelji iz Bosne koja je upravljala livanjskom kapetanijom, a imala je posjede u Ravnim kotarima. U ovom je selu imala svoju kulu.
1715. godine u ovo selo doseljava se pravoslavno stanovništvo koje zaposjeda i prisvaja katoličku crkvu sv. Nikole, koja je danas pravoslavna crkva.
U Domovinskom ratu, srpski agresori okupirali su selo 1991. godine. Oslobođeno je krajem rata, kolovoza 1995. godine.

## Spomenici i kulturne znamenitosti
- katolička crkva sv. Petra na Bojišću, u romaničkom stilu. Pripadala je vranskim ivanovcima.[5]
- crkva svetog Nikole. Na kamenom stupu crkve sv. Nikole, obnovljene u 15. st., uklesano je ime hrvatskog kneza Budimira.[5][6]
- benediktinski samostan iz 12.st.[5]

Iz crkvice Sv. Petra s obilježjima rane romanike potječu ulomci vrsnoga kamenoga namještaja (Split, Muzej hrvatskih arheoloških spomenika). Crkvu sv. Nikole sagradili su 1444. – 1446. zadarski graditelji. Crkva Sv. Petra se restaurira nakon rušenja u Domovinskom ratu 1992. godine.